# Наоко Каваками
Наоко Каваками (јап. 川上 直子; 16. новембар 1977) бивша је јапанска фудбалерка.

## Репрезентација
За репрезентацију Јапана дебитовала је 2001. године. Са репрезентацијом Јапана наступала је на Олимпијским играма (2004) и на Светска првенства (2003). За тај тим одиграла је 48 утакмица.

## Статистика
| Јапан  | Јапан | Јапан |
| Год.   | Ута.  | Гол.  |
| ------ | ----- | ----- |
| 2001   | 10    | 0     |
| 2002   | 10    | 0     |
| 2003   | 14    | 0     |
| 2004   | 10    | 0     |
| 2005   | 4     | 0     |
| Укупно | 48    | 0     |